# كلو (غرغان)
كلو (بالفارسية: کلو) هي قرية تقع في غلستان في إيران. يقدر عدد سكانها بـ 296 نسمة بحسب إحصاء 2016.